# Rhinosimus denticollis
Rhinosimus denticollis is een keversoort uit de familie platsnuitkevers (Salpingidae). De wetenschappelijke naam van de soort werd in 1914 gepubliceerd door Thomas Broun.